# Netuno frio
Netuno frio é um tipo de planeta com uma massa variando de cerca de dez massas da Terra (uma superterra) menor do que a massa de Saturno. Netunos frios deve ser localizado para além da linha do gelo, onde as temperaturas são mais frias e mais fácil para os compostos de hidrogênio, tais como água, amoníaco e metano condensar em grãos de gelo sólidos.
Os quatro Netunos frios conhecidos são Urano e Netuno em nosso Sistema Solar e os exoplanetas OGLE-2005-BLG-169Lb  e OGLE-2007-BLG-368Lb Ambos os exoplanetas foram detectados por microlente gravitacionais em órbita em torno de escuras estrelas vermelho-laranjas.